# 갈산역 (청단)
갈산역(葛山驛)은 조선민주주의인민공화국 황해남도에 있는 배천선의 철도역이다. 과거 토해선에 속해 있을 때에는 천결역(泉決驛)으로 불렸었다.